# Kanomp Breizh
La Fédération Kanomp Breizh, créée en 2004, regroupe des chorales des cinq départements bretons. Son but est de promouvoir le chant choral de langue bretonne, traditionnel et contemporain et de soutenir la création en langue bretonne.
Elle organise tous les ans le « Breizh a Gan » (littéralement : La Bretagne chante. 1re édition en 1982). Festival de chant choral breton qui se tient tous les ans dans une ville différente de Bretagne le premier dimanche de décembre. 
Depuis 2005, elle organise le Championnat de Bretagne des chorales, un concours annuel de chant choral breton dans le cadre du Festival Kann al Loar. Ce concours comporte, depuis 2014, 3 catégories. Les chorales qui concourent en 1e  et 2e catégories participent au classement final. Celles de 3e catégorie participent mais ne sont pas classées, mais elles obtiennent une évaluation et des conseils du jury du concours. Lors du championnat est également décerné le Trophée de la Création, couronnant une œuvre pour chœur nouvellement créée. 
Elle édite aussi des disques et des livres :
- 2007 : A Hed An Amzer - Au Fil Du Temps (diffusion Coop Breizh)
- 2009 : An Deiz A Darzh (Diffusion  Coop Breizh)
- 2014 : Tonioù Kembraek, keltiek ha klasel lakaet e brezhoneg evit al lazoù-kanañ (Recueil de partitions de chants bretons pour chœurs. Diffusion Coop Breizh)
- 2015 : Ar Marh Dall (Diffusion Coop Breizh)
- 2015 : René Abjean& Ar Marh Dall (biographie du compositeur René Abjean)
- 2016 : Yvonne Breilly-Le Calvez : Bretagne, poésie & chant choral (biographie de la compositrice Yvonne Breilly-Le Calvez)
- 2017 : Peder Vouezh - Tonioù savet ha kempennet gant Jean-Yves Le Ven evit al lazoù-kanañ (Recueil de partitions composées et harmonisées par Jean-Yves Le Ven)
- 2019 : René Abjean - Levrenn genta tonioù dastumet ha krouet gantañ (Recueil de partitions composées et harmonisées par René Abjean)
- 2024 : Jef Le Penven - Kan Pobek, Kan Gouiziek (Recueil de partitions composées et harmonisées par Jef Le Penven)

## Les champions de Bretagne
- 2005: Kanerien Sant Karanteg
- 2006: Kanerien Sant Karanteg
- 2007: pas de concours
- 2008: Mouezh Paotred Breizh
- 2009: Kanerion an Oriant (Lorient)
- 2010: Allah's Kanañ
- 2011: Allah's Kanañ
- 2012: Mouezh Paotred Breizh
- 2013: Mouezh Bro Konk - Kanerien sant Meryn
- 2014: Mouezh Bro Konk - Kanerien sant Meryn
- 2015 : Mouezh Paotred Breizh
- 2016 : Mouezh Paotred Breizh
- 2017 : Mouezh Bro Konk - Kanerien sant Meryn
- 2018 : Mouezh Paotred Breizh
- 2019 : Mouezh Paotred Breizh
- 2020 : Pas de concours
- 2021 : Pas de concours
- 2022 : Mouezh Paotred Breizh
- 2023 : Anna Vreizh
- 2024 : Mouezh Paotred Breizh

## Les chorales de la Fédération
- Anna Vreizh (Nantes)
- Aber Al Liger (chœur départemental Loire-Atlantique)
- Awel Dreger (Lannion - Pleumeur-Bodou)
- Boeh Santez Anna (Ste Anne d'Auray)
- Gwalarn Uhel (Ploudalmezeau)
- Hekleo (Landerneau)
- Kan Awen (Brest)
- Kan ar Vro (Nantes)
- Kanerien Ar Goëlo (Saint-Quay-Portrieux)
- Kaloneu Derv Bro Pondi (Pontivy)
- Kanerien Bro Lokorn (Locronan)
- Kanerien Sant Meryn (Plomelin)
- Kanerion an Oriant (Lorient)
- Kanomp ar Vro Sant Brieg (Saint Brieuc)
- Kenvroiz Dom Mikael (Plouguerneau)
- La Clé des Chants (Ploudaniel)
- Les Choralines-Korholen (La Turballe)
- Mond Davedoc'h (Paris)
- Mouez ar Mor (Brest)]
- Mouezh Bro Konk (Concarneau)
- Mouez Rosko (Roscoff)
- Mouezh Paotred Breizh (Pleyben)
- Oceanis-la-Bordée (Tregunc)
- Paotred Pagan (Plouneour Trez)
- War Raok Atao (Plabennec)